# Томас, Ойген
Ойген Томас (нем. Eugen Thomas; 30 января 1863, Сурабая, Голландская Ост-Индия — 17 января 1922, замок Орт, Австрия) — австрийский дирижёр, композитор и музыкальный педагог нидерландского происхождения.
В 1878 году был отправлен для учёбы в метрополию, изучал инженерное дело в Делфтском политехникуме, одновременно занимаясь музыкой. В 1882—1884 гг. дирижировал в Делфте любительским оркестром «Эвтерпа», затем вернулся в Ост-Индию и в 1884—1885 гг. руководил хором и оркестром Святой Цецилии в Семаранге. В 1885 г. вновь отправился в Европу и в течение двух лет учился в Венской консерватории. В 1887 г. капельмейстер в Пильзене, в 1888 г. — в немецкой опере в Гронингене. С 1889 г. жил и работал в Вене, в 1892 г. на Международной выставке музыки и театра в Вене был представителем Нидерландов и руководил этнографическим отделом. В 1902 г. основал Венский хор A cappella (нем. Wiener a cappella-Chor), с которым исполнял в особенности музыку старых мастеров (Дюфаи, Лассо, Палестрина, Свелинк и т. д.). C 1905 г. и до конца жизни руководил школой хорового пения и хорового дирижирования Венской консерватории, с 1907 г. профессор. Среди его учеников Мило фон Вавак и Людвиг Лешетицкий.
Опубликовал учебник «Венская хоровая школа» (нем. Wiener Chorschule; 1907—1916, в трёх выпусках), двухтомную монографию «Инструментовка „Мейстерзингеров“ Рихарда Вагнера» (нем. Die Instrumentation der Meistersinger von Nürnberg von Richard Wagner; 1899, второе издание 1907). Автор опер «Афродита» и «Разбитый кувшин» (по одноимённой драме Генриха фон Клейста), обе не поставлены; написал также ряд оркестровых, камерных, вокальных и хоровых сочинений. Автор хоровых переложений, в том числе сборника «Старонидерландские народные песни» (нем. Altniederländische Volkslieder; 1912) — переработки песенной книги Адриана Валериуса 1625 года.